# もう、俺ハエでいいや
『もう俺、ハエでいいや』（もうおれ、ハエでいいや）は、大ハシ正ヤによる日本の漫画。『週刊モーニング』（講談社）において連載された。

## 概要
作品の全てが1頁完結である。日常の些細な出来事や何気なく思う事、思わず笑ってしまう他人の行動、稀に同じネタで畳み掛けてくる場合もある。
単行本では見開いた右頁が作品番号・作者と担当の一言で、左頁に作品が掲載される。ちなみに担当の一言は大半が作者に対する嘲りとも取れる（勿論冗談であろうが）ものばかりである。基本的には単発ネタであるが、下記の様にシリーズを設定されている場合もある。
2009年に連載が終了した。単行本は全3巻が発行されている。

## シリーズ物
別記がない限り、シリーズと称しながら殆どシリーズ展開されていないのも特徴の一つである。たかし少年が父親に諭される作品も複数ある。
- 世界のトラウマシリーズ（2回掲載）
- 世界のスリリング
- 世界の愚行シリーズ
- 大人への階段（2回掲載）
- 世界のトラベルトラブルシリーズ
- 世界の迷宮入り台詞
- 世界の勘違いシリーズ
- その日は突然に・・・シリーズ
- アジアを感じる日本の百選
- 世界の「嬉し恥ずかし」シリーズ
- 世界の邪念シリーズ
- 世界の高揚シリーズ
- 世界の鼻につくセリフシリーズ
- 新・地獄のせっかんシリーズ（2回掲載）

## 単行本
1. 2007年5月23日発行　ISBN 9784063723137
2. 2007年9月21日発行　ISBN 9784063723502
3. 2009年12月22日発行　ISBN 9784063758436

- 第1巻にはパラパラ漫画、第2巻には心理テストが掲載されている。
- 第2巻には初版限定で用途不明のネタシール（7種類＋シークレットのうち1枚）がおまけで付属する。
- 弟3巻（最終巻）には懐かしのゲームブックの『オレハエクエスト』が特別に収録されている。